# (33847) 2000 GO182
2000 GO182 (asteroide 33847) é um asteroide da cintura principal. Possui uma excentricidade de 0.08283860 e uma inclinação de 7.31467º.
Este asteroide foi descoberto no dia 3 de abril de 2000 por Spacewatch em Kitt Peak.